# Järnagatan

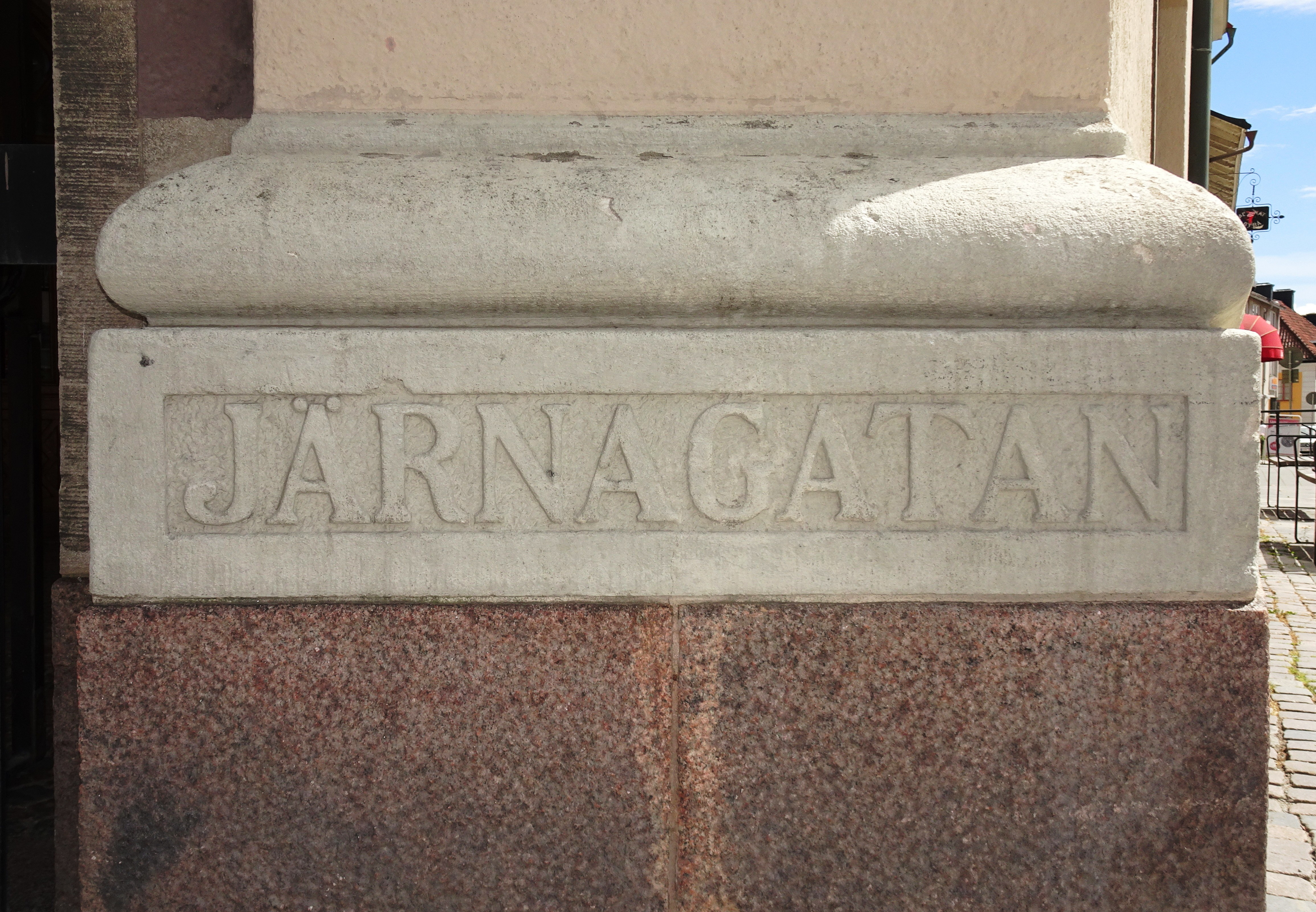
"Järnagatan" inhuggen på pilastern, Väduren 10.

Järnagatan är en gata i centrala Södertälje. Den sträcker sig mellan Olof Palmes plats och Marenplan i norr och Oxbacksleden i söder. Gatan kantas av äldre hus, främst från 1800-talet. Storgatan övergår i Järnagatan vid Olof Palmes plats, där Järnagatan även ansluter till Badhusgatan och Marenplan. Mellan Marenplan och Saltsjötorget är Järnagatan utformad som gågata.

## Historik
Tidigare fortsatte Järnagatan ända till Södertälje Syd i Pershagen, där den bytte namn till Nyköpingsvägen. Sedan år 2005 heter vägen förbi Scanias huvudkontor Nyköpingsvägen, och vägen mellan Oxbacksleden och Nyköpingsvägen Campusgatan.

## Byggnader (urval)

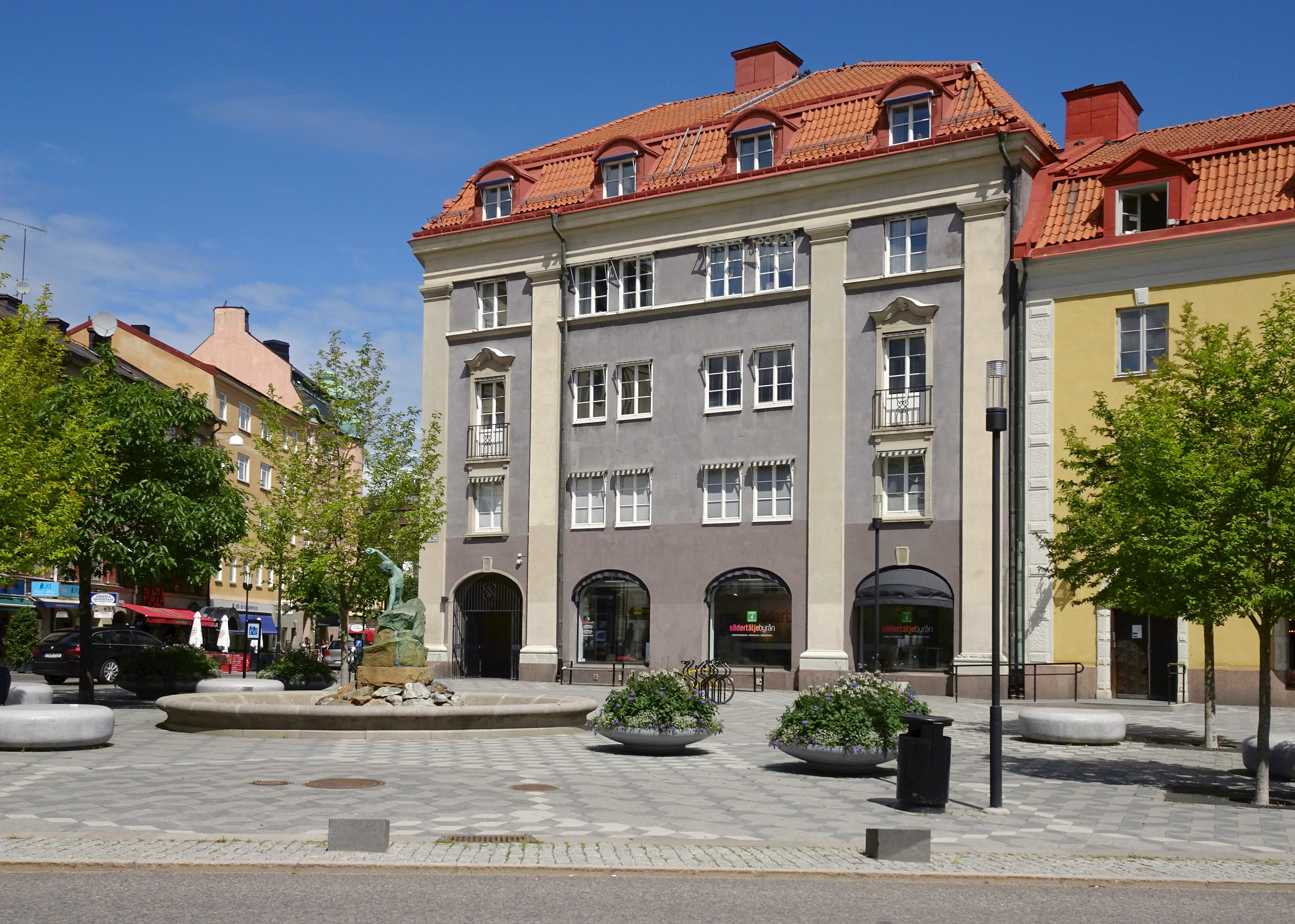
Järnagatan 7, kvarteret Väduren.

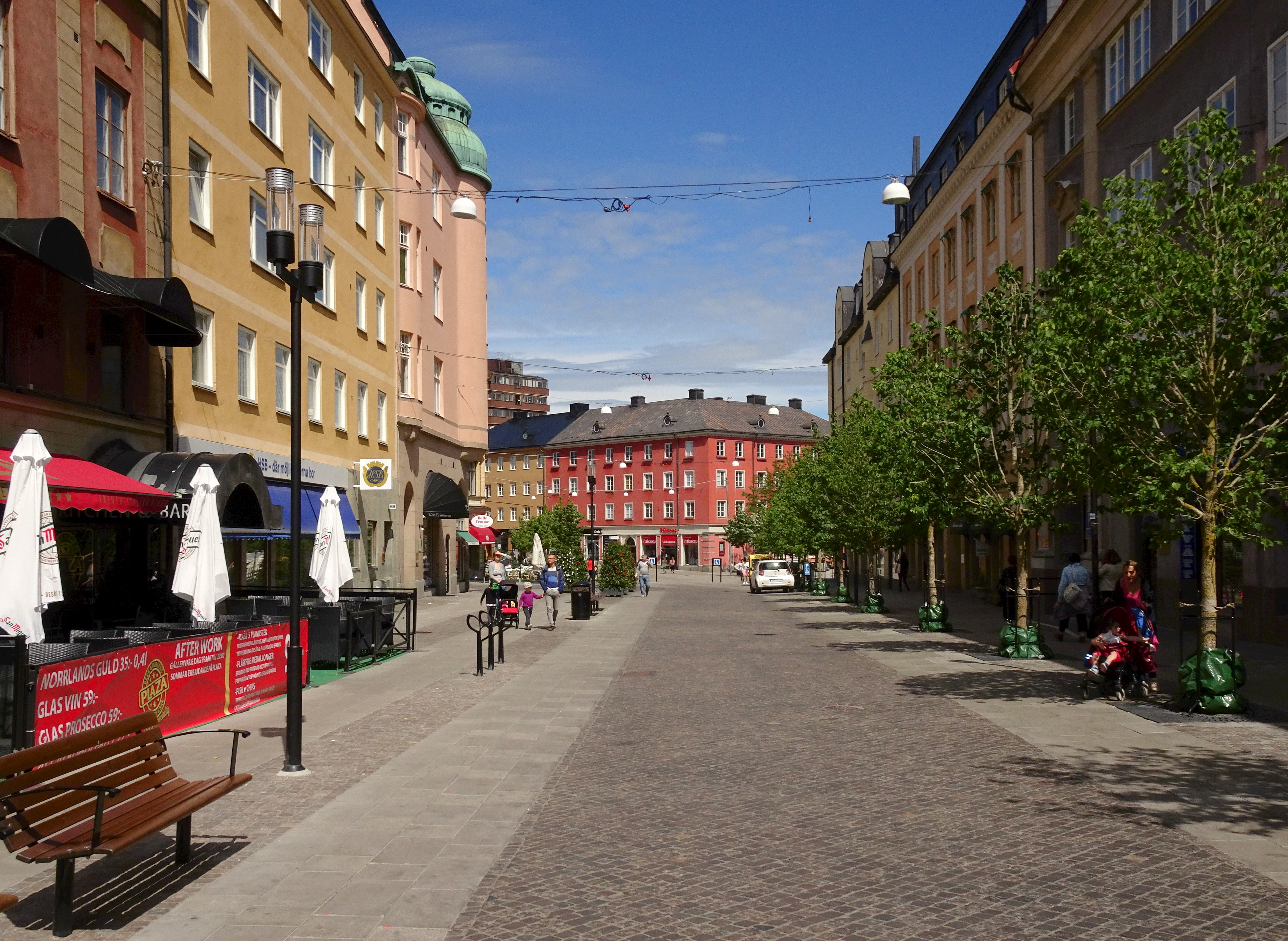
Järnagatans gågata mot norr.

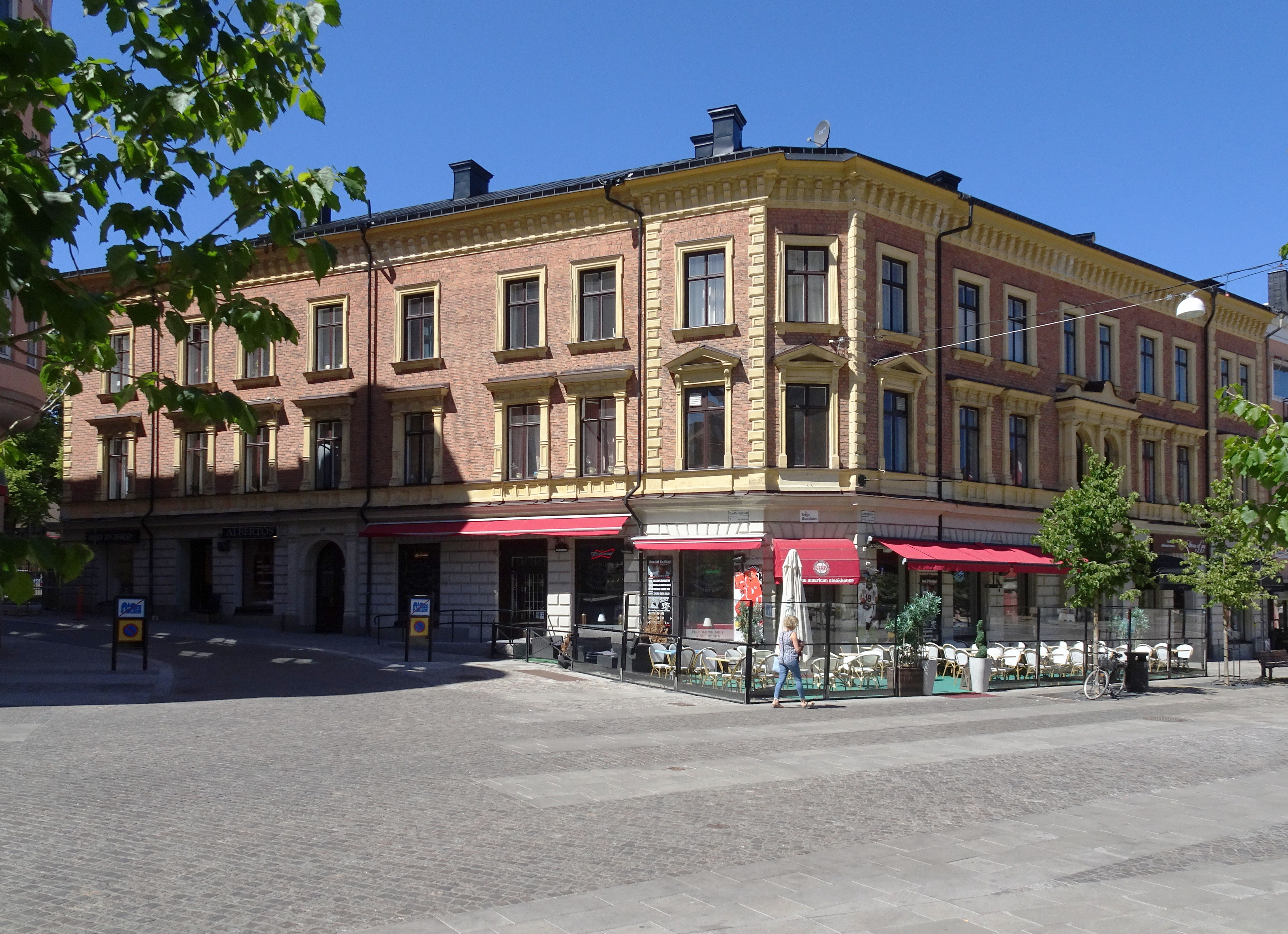
Saturnus 7, Järnagatan 4

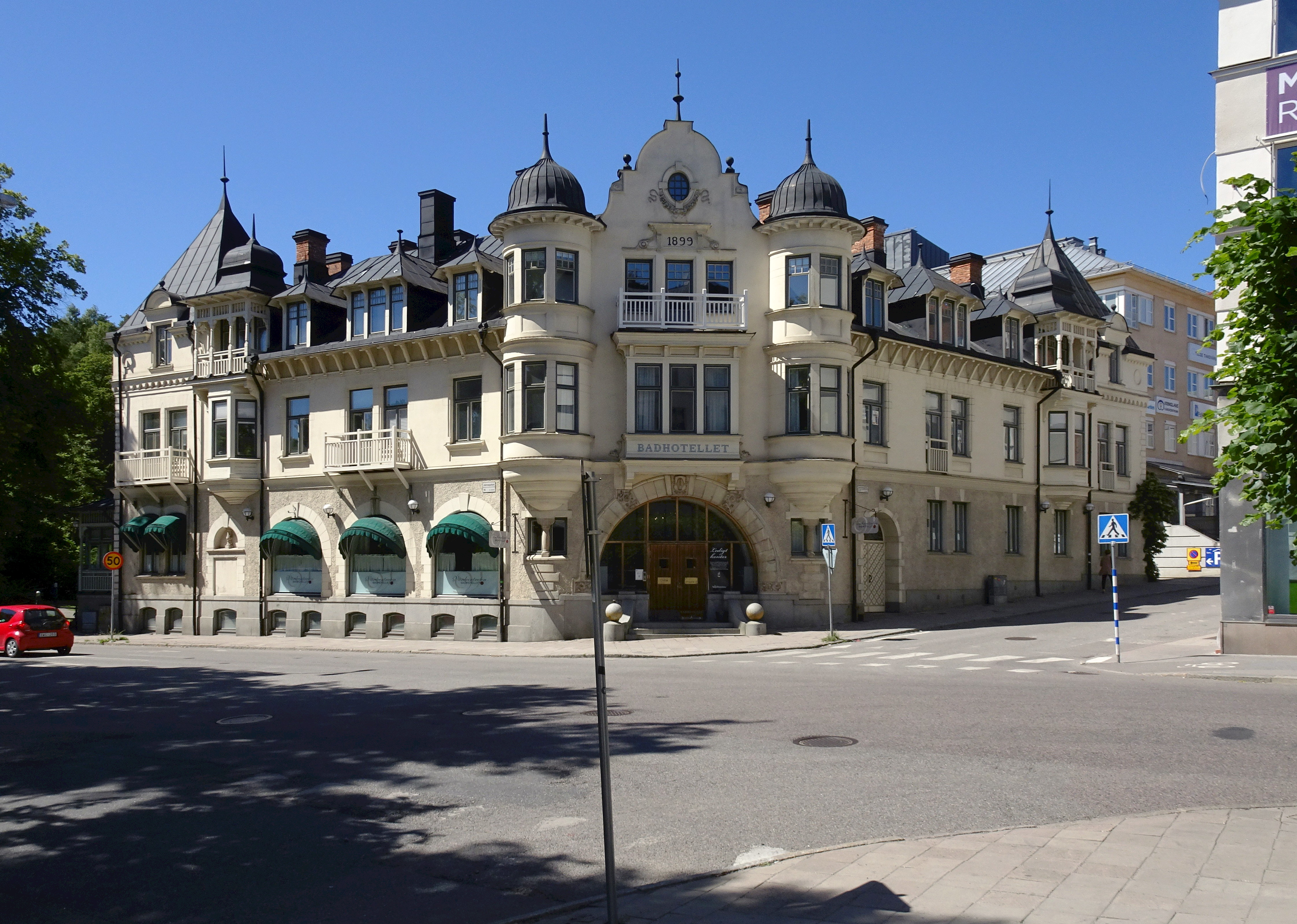
F.d. Södertälje badhotell.

- Fastigheten Väduren 10 (Järnagatan 7, Saltsjögatan 1, Strandgatan 6) är hörnhuset vid Saltsjötorget. Fastigheten är stort flerfamiljshus i fyra våningar som uppfördes 1922 efter ritningar av den ofta anlitade Södertäljearkitekten Tore E:son Lindhberg. I hörnet Järnagatan/Saltsjögatan låg apoteket S:t Ragnhild. Enligt kommunen har fastigheten "ett mycket stort arkitektoniskt och miljöskapande värde genom placeringen mellan Södertäljes paradgata, Järnagatan, och Strandgatan".

- Vid Olof Palmes plats ligger Järnagatan 2 (fastigheten Saturnus 8 ), där stadsläkaren Erik Wallgren hade sin mottagning under många år. I byggnaden fanns tidigare även hotellet Pensionat hemgården. Huset ritades 1939 av arkitekt John Berglund.

- Närbelägna Järnagatan 3 (fastigheten Väduren 2) uppfördes 1927–1928, och gjorde raden av byggnader på gatan komplett. Byggnaden ritades av arkitekten Tore E:son Lindhberg.

- Byggnaden Järnagatan 4 (fastigheten Saturnus 7) uppfördes 1888–1889, troligen efter ritningar av byggmästare Carl Lignell i tidstypisk nyrenässansstil. Allt sedan inflyttningen har Stora konditoriet funnits i byggnaden. Numera heter konditoriet Café Bacino, vilket genomgick en stor uppfräschning och modernisering innan öppnandet. I huset låg även posten fram till och med 1907, då Pariserbiografen flyttade in. Denna lades dock ner 1929.

- Södertäljes förflutna som trästad märks speciellt tydligt då man studerar Järnagatan 8 (fastigheten Uranus 4) invid Saltsjötorget. Byggnaden uppfördes 1865 av industrimannen David Joakim Ekenberg, och är stadens äldsta flerfamiljshus i sten. När Järnagatan sänktes under 1907 blev källarplanet de ytor som idag nyttjas av butiker.

- Vid Saltsjötorget med adress Järnagatan 12 ligger det förra Stadshuset (fastigheten Enen 2), som uppfördes mellan 1931 och 1932 för Svensk-Engelska Mineralolje AB och blev stadshus 1941. Arkitekten var Albin Stark som ritade huset i en enkel funktionalistisk stil.

- I kvarteret Asken, Järnagatan 16 märks före detta Södertälje badhotell, byggt 1898–1899 efter arkitekt Edward Ohlssons ritningar. Byggnaden hade funktionen som badhotell fram till 1950-talet då namnet ändrades till Hotel Bristol. Efter en totalrenovering 1994-95 återfick Badhotellet sitt gamla namn men är numera kontor. Byggnaden är av Stockholms läns museum rödklassad vilket innebär att den motsvarar fordringar för byggnadsminnesförklaring enligt Kulturmiljölagen. Kulturminneslagen är den starkaste lag som finns i Sverige för skydd av kulturhistoriskt värdefull bebyggelse.

- Mittemot, i kvarteret Herkules, Järnagatan 9, lät staden bygga Södertälje stadshotell (idag Quality Hotel Park) som under namnet Strandhotellet var Södertäljes första badhotell och stod klart 1888. Hotellet ritades av Ernst Haegglund.

- Söder om Södertälje badhotell ligger pendeltågsstationen Södertälje centrum som utmärker sig genom att vara en av de få svenska järnvägsstationer som har två äldre stationshus i behåll. Den första byggnaden är helt i rött tegel, och ritades 1860 av Adolf Wilhelm Edelsvärd. Det gula stationshuset tillkom 1918 och ritades av Folke Zettervall.